# 快富街

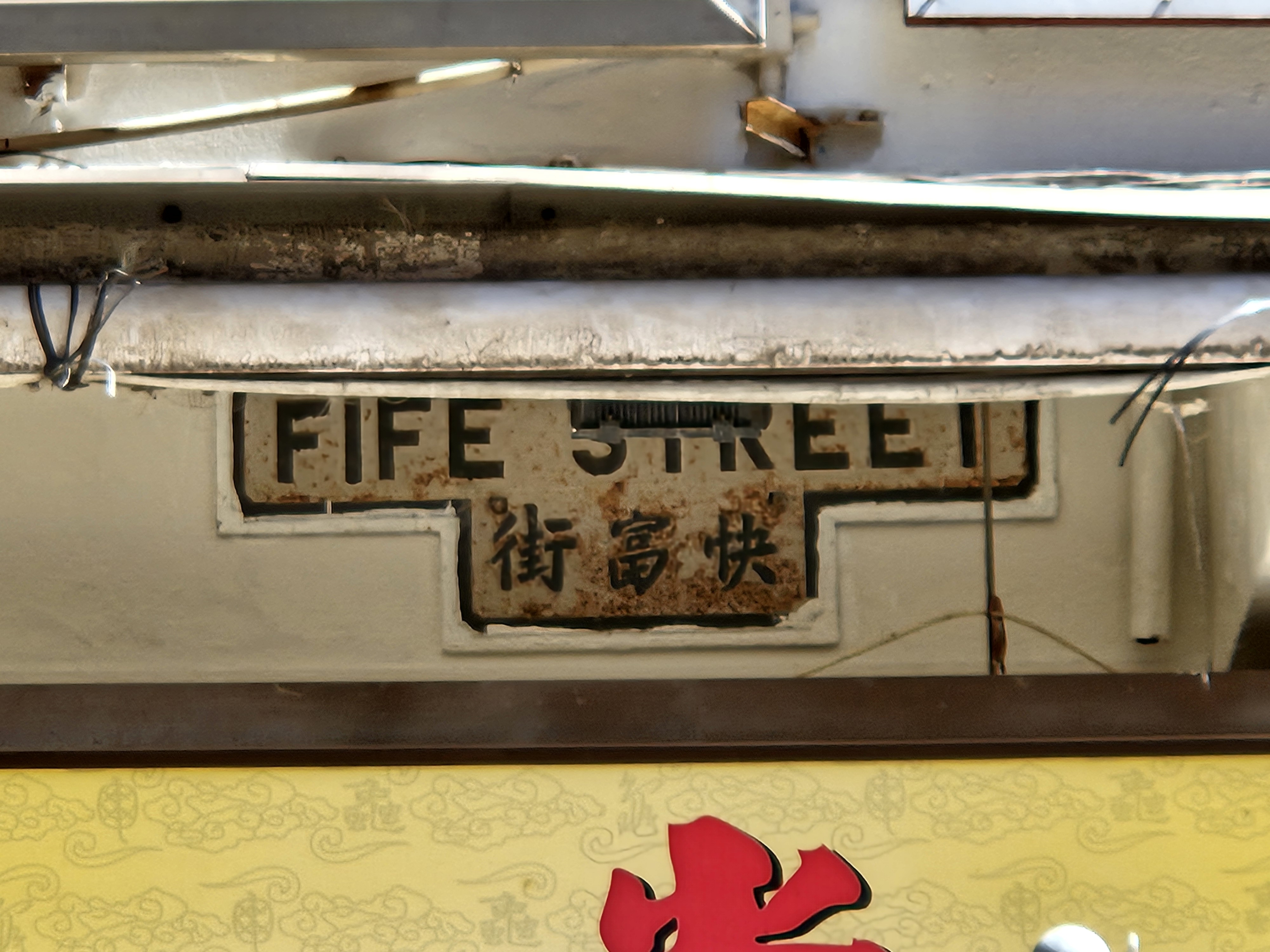
快富街凹角T型街牌

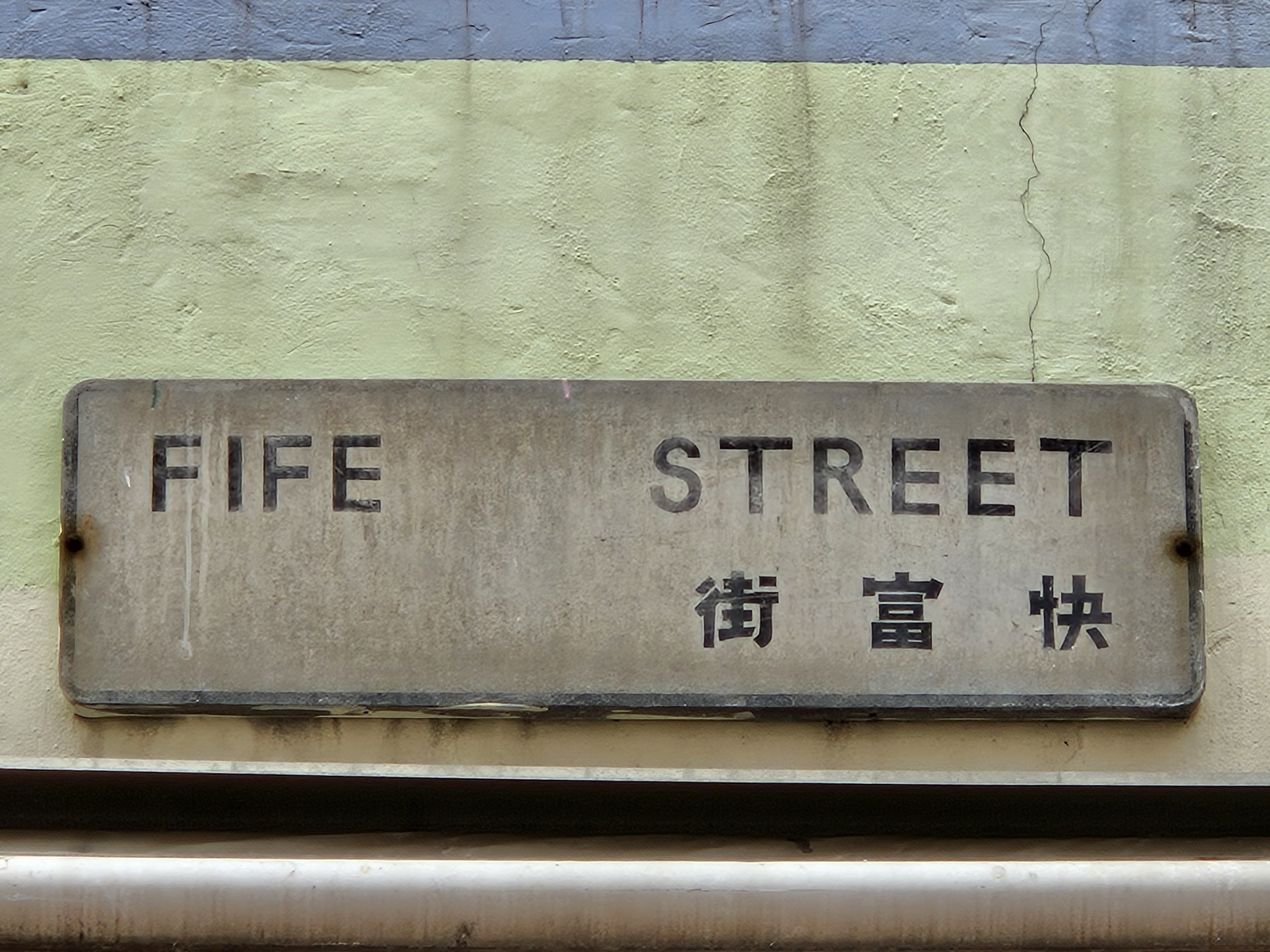
快富街鋁質搪瓷長型街牌

快富街（英語：Fife Street），是一條在香港九龍旺角的行車道。名字來自英國蘇格蘭城市快富。快富街呈東西走向，由廣東道至洗衣街，中途經過新填地街、上海街、砵蘭街、彌敦道、旺角中心、西洋菜南街、通菜街及花園街等。

## 概況
快富街介乎砵蘭街與彌敦道之間的一段不准行車，旺角站A2出入口亦位於此。東段有一條大型行人天橋，能夠通到旺角東站行人平台。平日快富街經常人車爭路，並有大量食肆和商店。另外，波鞋街、女人街就在快富街附近。此街附近連接多個前往不同方向的通宵小巴站，為旺角小巴站集中地之一。

## 軼聞
2023年，由於此街道之名稱亦可解讀成「快點富起來」，而成為大陸遊客在小紅書上的打卡勝地。